# دهك (إسفراين)
دهك (بالفارسية: دهک) هي قرية تقع في قسم دامن كوه الريفي (مقاطعة إسفراين) في إيران. يقدر عدد سكانها بـ 297 نسمة بحسب إحصاء 2016.